# Gymnostachyum insulare
Gymnostachyum insulare är en akantusväxtart som beskrevs av Ridley. Gymnostachyum insulare ingår i släktet Gymnostachyum och familjen akantusväxter. Inga underarter finns listade i Catalogue of Life.